# San Gregorio (Chile)
San Gregorio ist eine Kommune im Süden von Chile. Es befindet sich in der Provinz Magallanes, die ihrerseits zur Región de Magallanes y de la Antártica Chilena gehört.

## Geografie
San Gregorio befindet sich auf der Nordseite der Magellanstraße an deren östlichen, zum Atlantik gerichteten Ende. Im Norden grenzt San Gregorio an Argentinien, im Westen an Laguna Blanca und die Hafenstadt Punta Arenas.

## Bevölkerung
Viele Einwohner besitzen kroatische und spanische Vorfahren.

## Sehenswürdigkeiten
In der Region befinden sich Schiffswracks aus dem 19. Jahrhundert. Das Schiff Ambassador war ein Teefrachter, der 1869 in London gebaut wurde und 1896 bei San Gregorio strandete. Amadeo war ein Dampfschiff, das 1884 in Liverpool gebaut wurde und 1932 bei San Gregorio auf Grund lief.